# Kissamos (ferry)
Le Kissamos (en grec : Κίσσαμος, Kíssamos) est un ferry de la compagnie grecque ANEK Lines. Construit entre 1991 et 1992 aux chantiers Mitsubishi Heavy Industries de Shimonoseki pour la compagnie japonaise Highashi Nihon Ferry, il portait à l'origine le nom d'Hercules (はあきゆり, Haakiyuri). Mis en service en avril 1992 sur les lignes reliant les îles d'Hokkaidō et d'Honshū par la mer du Japon, il sera transféré en 1998 au départ de la côte Pacifique. Vendu en 1998 à la compagnie ANEK Lines et renommé dans un premier temps Kriti V, il est mis en service en juillet 2000 entre la Grèce et l'Italie sous le nom de Lefka Ori (en grec : Λευκά Όρη, Lefká Ori). Mis sur le marché de l'affrètement à partir de 2012 en raison d'une crise touchant les lignes maritimes grecques, il est exploité durant cette période en Corée du Sud avant de retourner en Grèce en 2013. Transféré en 2014 au sein de la société Hellas 2 Leasing Maritime Co, il est ensuite affrété par Blue Star Ferries qui l'exploite entre avril 2015 et février 2024 entre Le Pirée et la Crète sous le nom de Blue Galaxy. De retour dans la flotte d'ANEK Lines en février 2024 à l'occasion du rachat de celle-ci par le groupe Attica, il est rebaptisé Kissamos.

## Histoire

### Origines et construction
À la fin des années 1980, la compagnie Higashi Nihon Ferry envisage l'ouverture d'un nouvel itinéraire reliant l'île d'Hokkaidō à la préfecture de Niigata par la mer du Japon. À l'occasion, l'armateur prévoit la mise en service de deux unités identiques dès le début des années 1990.
Conçus sur la base des jumeaux Varuna et Victory, mis en service à la fin des années 1980 sur les lignes de la côte Pacifique, les futurs navires affichent des dimensions très imposantes avec une longueur de 192 mètres et un tonnage de 13 000 UMS. À l'instar de la flotte du Pacifique, leur conception s'articule autour d'un vaste garage de deux niveaux complets couvrant la hauteur de quatre ponts et pouvant contenir 180 remorques et une centaine de véhicules. Prévus pour accueillir 700 passagers, un soin particulier va être apporté au confort des installations s'étendant au sur trois ponts au total, avec notamment de nombreuses cabines privatives en 1re classe, mais aussi des aménagements tels qu'un restaurant, un bar ou des bains publics traditionnels.
Tout comme son jumeau l‘Hermes, la construction du second navire est confiée aux chantiers Mitsubishi Heavy Industries de Shimonoseki. Baptisé Hercules, en référence héros de la mythologie romaine, sa mise sur cale le 26 juillet 1991. Lancé le 22 novembre suivant, il est ensuite livré à Higashi Nihon Ferry le 8 avril 1992.

### Service

#### Higashi Nihon Ferry (1992-1999)
L‘Hercules est mis en service le 15 avril 1992 entre Jōetsu et Hokkaidō. Il effectue alors deux allers-retours par semaine vers Iwanai et un vers Muroran. Rejoignant son sister-ship l‘Hermes mis en service deux ans auparavant, son arrivée permet de proposer trois traversées par jour sur chacune des deux linges.
À la fin des années 1990, Higashi Nihon Ferry fait toutefois le constat que ses lignes en mer du Japon sont déficitaires. En septembre 1998, afin de maintenir sa présence entre l'île de Kyūshū et Jōetsu, la compagnie décide de combiner cette desserte avec celle Hokkaidō en étendant l'itinéraire jusqu'à Muroran. Cette nouvelle ligne est desservie par les jumeaux Rainbow Bell et Rainbow Love qui remplacent l‘Hermes et l‘Hercules. Avec l'arrivée du nouveau Varuna sur la desserte d'Iwanai en novembre, les deux navires se retrouvent sans affectation. Alors que l‘Hermes est vendu à la compagnie grecque ANEK Lines, l‘Hercules est transféré temporairement sur les lignes de la côte Pacifique entre Oarai et Muroran avant d'être à son tour cédé à ANEK Lines en 1999.

#### ANEK Lines (depuis 1999)

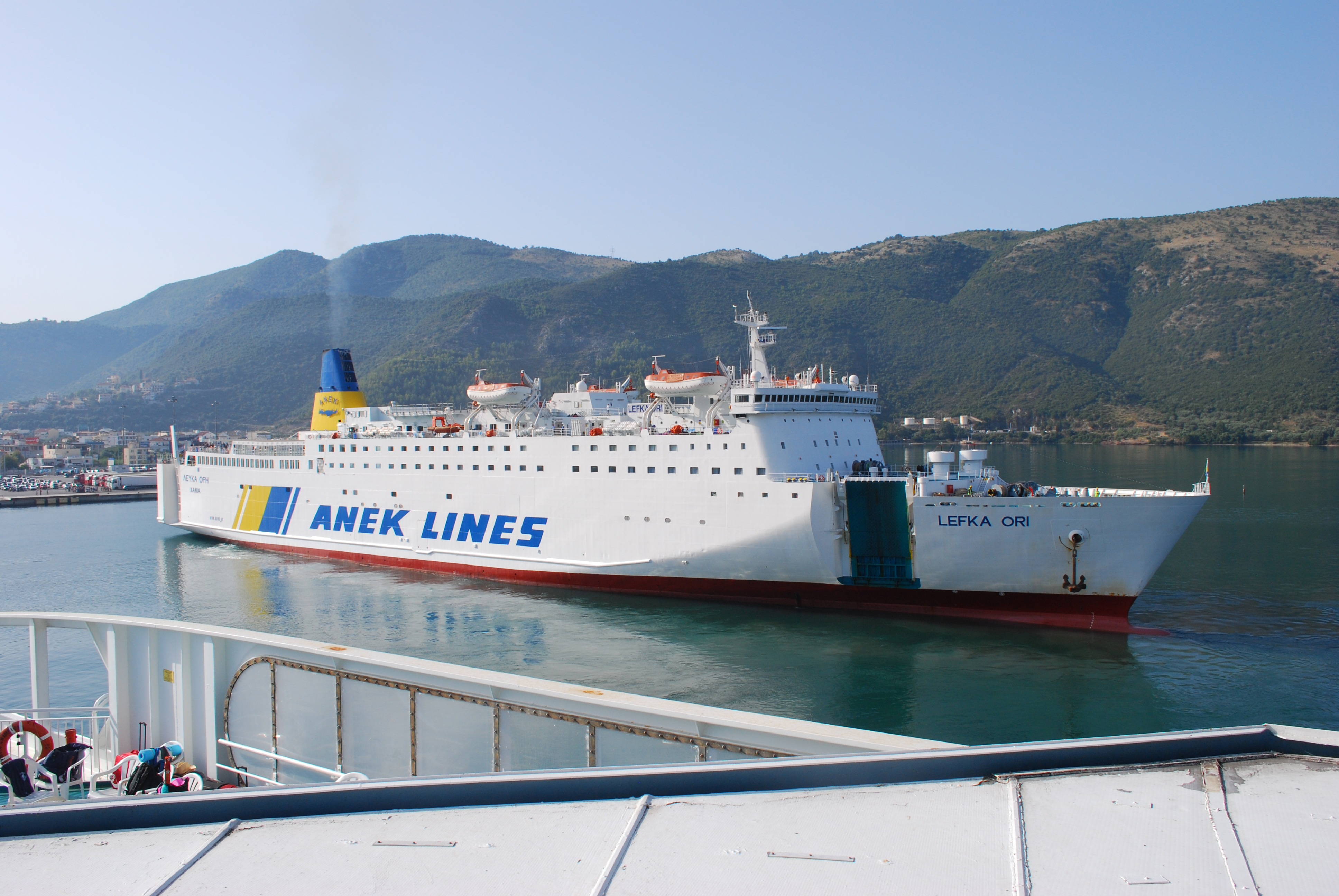
Le Lefka Ori à Igoumenitsa en 2009.

Réceptionné par son nouveau propriétaire, le navire est rebaptisé Kriti V. Courant 1999, il quitte le Japon pour rejoindre la Grèce. Arrivé aux chantiers de Perama, il bénéficie de quelques travaux de transformation portant notamment sur la réfection des installations. De nouvelles cabines sont ajoutées et un bloc est adjoint à l'arrière du navire, permettant entre autres l'aménagement d'un bar-lido avec piscine. À l'issue des travaux, en juin 2000, le navire est renommé Lefka Ori. Le car-ferry est mis en service le 3 juillet sur les lignes d'ANEK Lines en mer Adriatique entre la Grèce et l'Italie. Il rejoint son sister-ship l'ex-Hermes, précédemment acquis par ANEK, et rebaptisé Sophocles V.
Durant le mois de septembre 2007, il est affrété par la Compagnie nationale algérienne de navigation (CNAN) et effectue dans ce cadre quelques voyages entre l'Algérie et la France.
Au début des années 2010, les lignes maritimes grecques sont touchées de plein fouet par une crise provoquée par la hausse du prix du carburant. Afin de réduire au maximum les coûts d'exploitation de sa flotte, ANEK Lines décide en février 2012 de retirer du service le Sophocles V et son jumeau et de les proposer à l'affrètement.

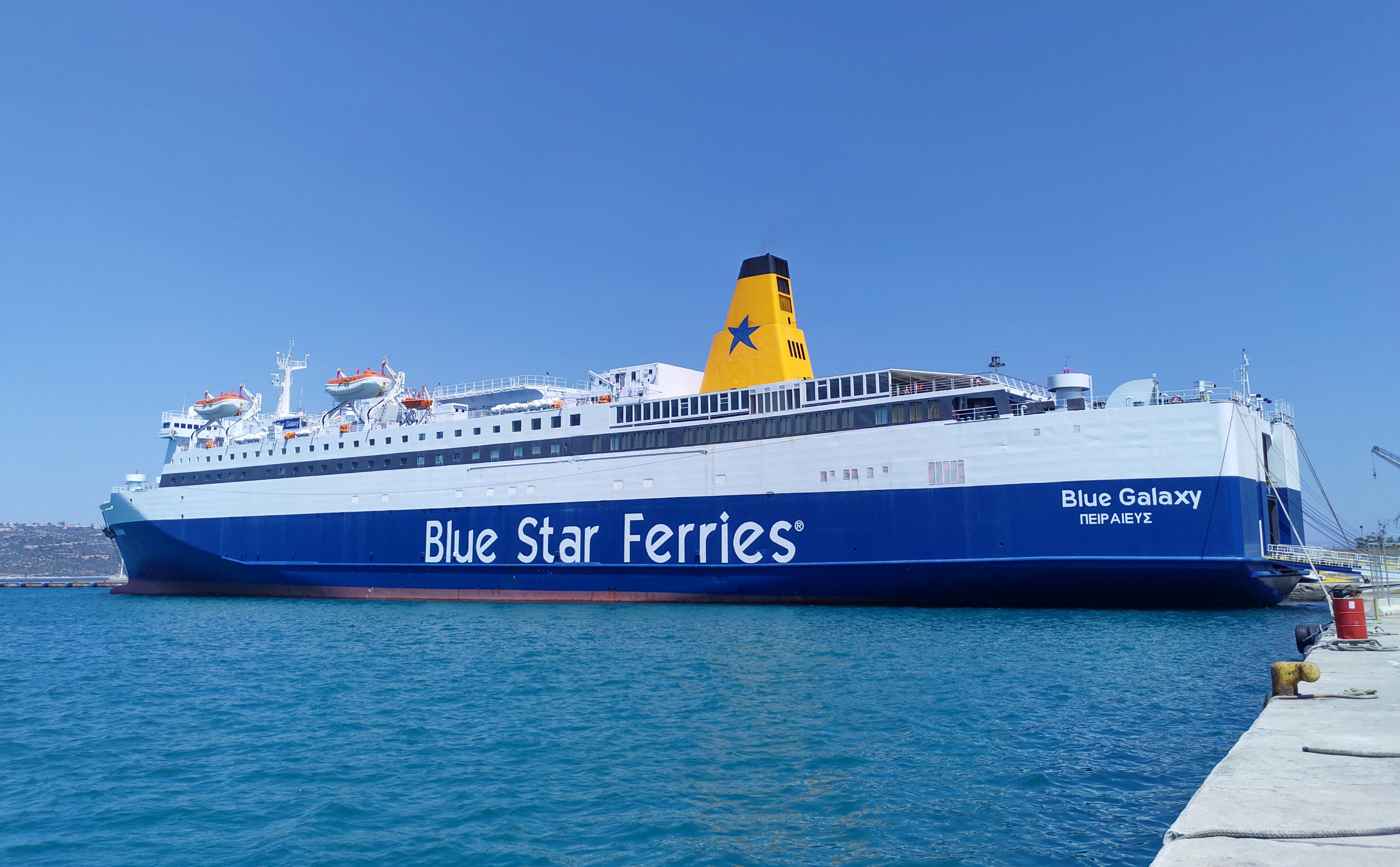
Le Blue Galaxy à Souda en 2020.

Dans un premier temps désarmé à Patras, les deux navires sont affrétés en juin par l'armateur sud-coréen Jeju Cruise Line. Après avoir quitté la Grèce au début du mois, ils parviennent en Corée du Sud le 26 juin. Prévus pour être exploités entre Shanghai, l'île de Jeju et Kitakyūshū, le projet ne verra cependant jamais le jour, malgré leur mise aux couleurs de la compagnie. En conséquence, le navire reste désarmé à Busan jusqu'en novembre 2013. Durant cette période, il porte le nom officieux d‘Antonio L. De retour en Grèce, il est désarmé à Perama. En août 2014, sa propriété est transférée à la société Hellas 2 Leasing Maritime Co.
Désarmé depuis 2013, le navire est affrété par la compagnie Blue Star Ferries à partir du 18 février 2015 et renommé Blue Galaxy. En prévision de sa mise en service, il bénéficie de quelques travaux de rénovations durant lesquels il est repeint aux couleurs de Blue Star Ferries. Sa décoration intérieure est également modernisée. Une fois les travaux achevés, il commence son service le 24 avril entre Le Pirée et la Crète. 
Fin 2023, ANEK Lines est absorbée par le groupe Attica, propriétaire entre autres de Blue Star Ferries. Cet évènement occasionne alors une réorganisation des flottes des armateurs détenus par le groupe. Prévu pour retourner au sein de la flotte d'ANEK, le Blue Galaxy voit dans un premier temps sa coque repeinte en blanc au mois de novembre. Exploité par Blue Star Ferries jusqu'en février 2024, il rejoint ensuite la flotte d'ANEK Lines. Rebaptisé à l'occasion Kissamos, il reprend ses traversées vers la Crète le 7 février.

## Aménagements
Le Kissamos possède 10 ponts. Si le navire s'étend en réalité sur 11 ponts, l'un d'entre eux est inexistant au niveau des garages afin de permettre au navire de transporter du fret. Les locaux passagers occupent la totalité des ponts 6 et 7 et une partie du pont 8 tandis que l'équipage loge à l'avant du pont 8. Les ponts 3 et 4 abritent quant à eux les garages.

### Locaux communs
À l'époque japonaise du navire, les passagers avaient à leur disposition un restaurant et un café-bar sur le pont 8, deux bains publics (appelés sentō) et deux salles de jeux sur le pont 7 ainsi qu'un un cinéma et une boutique sur le pont 6.
Depuis les transformations effectuées par ANEK Lines, le navire est équipé d'un glacier, d'une véranda et d'un bar-salon, sur le pont 6, d'un salon et d'un bar extérieur sur le pont 7 et d'un restaurant et d'un self-service sur le pont 8. Jusqu'en 2015, une piscine était présente à l'arrière au niveau du bar extérieur mais a depuis été supprimée.

### Cabines
À bord de l‘Hercules les cabines étaient situées sur les ponts 6 et 7. Le navire était ainsi équipé en 1re classe de 28 cabines doubles et 24 cabines à quatre places de style occidental, 25 à quatre de style japonais, 48 couchettes de 2de classe réparties dans 14 cabines à douze et cinq dortoirs pour un total de 232 places.
Aujourd'hui, le navire dispose de 178 cabines privatives sur les ponts 7 et 8 pour un total de 650 couchettes. Toutes les cabines disposent de sanitaires comprenant douche, WC et lavabo.

## Caractéristiques
Le Kissamos mesure 192 mètres de long pour 27 mètres de large, son tonnage était à l'origine de 13 403 UMS (le tonnage des car-ferries japonais étant défini sur des critères différents, il était en réalité plus élevé), avant d'être porté à 29 429 UMS lors de sa refonte de 2000 puis finalement à 29 992 UMS en 2015. Il pouvait, dans sa configuration initiale, embarquer 700 passagers et 100 véhicules dans un spacieux garage pouvant également contenir 180 remorques accessible par deux portes rampes latérale, l'une à la proue et l'autre à la poupe du côté tribord, et une porte axiale arrière. À la suite des travaux de 2000, le navire peut embarquer 1 600 passagers et 1 100 véhicules. En 2015, la capacité est portée à 1 780 passagers et 780 véhicules. Ses accès au garage n'ont pas été modifiés, bien qu'une rampe spécialement dédiée aux piétons ait été ajoutée à la poupe. La propulsion du Kissamos est assurée par deux moteurs diesels Nippon Kokan-Pielstick 12PC4-2V développant une puissance de 22 260 kW entrainant deux hélices faisant filer le bâtiment à une vitesse de 24 nœuds. Il est aussi doté de deux propulseurs d'étrave, un propulseur arrière ainsi qu'un stabilisateur anti-roulis. Les dispositifs de sécurité étaient à l'époque essentiellement composés de radeaux de sauvetage mais aussi d'une embarcation semi-rigide de secours. Depuis 2000, le navire est équipé de quatre embarcations de sauvetage fermées de grande taille.

## Ligne desservie
De 1992 à 1998, l‘Herclues a navigué pour le compte de la compagnie Higashi Nihon Ferry sur les lignes entre la préfecture de Niigata et l'île d'Hokkaidō sur les axes Jōetsu - Iwanai et Jōetsu - Muroran. En 1998, il est transféré sur les lignes du Pacifique entre Oarai et Muroran jusqu'en 1999.
À partir de 2000, le navire a desservi les lignes d'ANEK Lines entre la Grèce et l'Italie, tout d'abord sur Patras - Igoumenitsa - Corfou - Trieste. En septembre 2007, il est brièvement affecté entre l'Algérie et la France sur la ligne Alger - Marseille sous affrètement par la CNAN.
Depuis 2015, il est affecté entre Le Pirée et La Canée en Crète, tout d'abord sous les couleurs de Blue Star Ferries puis de nouveau celles d'ANEK depuis 2024.